# Gherardus Mes
Gherardus Mes (aktiv um 1561) war ein franko-flämischer Komponist der Renaissance.

## Leben
Von Gherardus Mes konnten die Musikhistoriker bisher weder die Geburts- noch die Sterbedaten ermitteln; auch mögliche Orte seines Wirkens sind nicht bekannt. Seine Identität ergibt sich nur aus einer Gruppe von ihm hinterlassener Kompositionen. Auf der Titelseite einer gedruckten Ausgabe dieser Stücke befindet sich noch die Information, dass er ein Schüler von Jacobus Clemens non Papa gewesen ist.
Von seinen Werken ist nur wenig überliefert. Das bedeutsamste Werk ist seine Sammlung der Souterliedekens, eine Vertonung der 150 Psalmen in niederländischer Strophenform, welche wahrscheinlich von dem niederländischen Adeligen Willem van Zuylen van Nijevelt geschrieben wurden und im Jahr 1540 mit einer notierten Melodie veröffentlicht wurden. Die Sätze von Mes erschienen in Antwerpen im Jahr 1561 als der achte Band der Musijck Boexkens, einer elfbändigen Serie des Verlegers Tielman Susato. Dieser Verleger hatte schon 1556/57 die dreistimmigen Psalmsätze Clemens non Papas veröffentlicht.
Gherardus Mes setzte in seinen Souterliedekens verschiedene Kompositionstechniken ein; er benutzte zeitweilig die in der Psalmsammlung von 1540 beigefügte Melodie als Sopranstimme, während Clemens non Papa diese Melodien in der Tenorstimme verwendete. Manchmal schrieb Mes eine ganz neue Komposition, in der er hin und wieder auf die vorhandene Melodie zurückgegriffen hat, auf welcher die Komposition dann ihre eigenen Wege geht. In einigen Fällen verwendete Mes eine vorhandene Melodie, aber eine andere als Clemens non Papa. Die Souterliedekens von Gherardus Mes waren noch im 17. Jahrhundert populär; einige von ihnen wurden von dem Priester und Dichter Stalpart van der Wiele aus Delft verwendet. Es ist kein Exemplar dieser Sammlung vollständig überliefert, weil die Bass-Stimme fehlt. Ein Versuch, die fehlende Bassstimme zu rekonstruieren, wurde von dem Musikwissenschaftler Louis Peter Grijp unternommen. Außer den Souterliedekens ist von Gherardus Mes nur noch eine Motette überliefert.